# Gustavo Pascual Falcó
Gustavo Pascual Falcó, né le 15 mai 1909 à Cocentaina (Communauté valencienne, Espagne) et mort le 17 avril 1946 dans la même ville, est un compositeur espagnol, connu particulièrement pour son paso doble Paquito el Chocolatero.

## Biographie
Né dans une famille humble, Gustavo a reçu sa première influence musicale de son père, président de la rondalla La Paloma. Enfant il a reçu des leçons de musique d'Antonio Pérez Catalá, organiste de l'église paroissiale de Santa Maria, et père d'Enrique Pérez Margarit (ca) qui, plus tard, sera professeur et ami de Pascual Falcó. Il a continué sa formation avec Rafael Satorre Peiró en étudiant la clarinette, instrument dont il deviendra un virtuose. À 10 ans déjà, il jouait dans la banda de musique de l'Agrupación Musical, que dirigeait Enrique Pérez; à quatorze ans, il a débuté comme clarinettiste soliste. Par la suite, il a appris le violoncelle et il a formé un quatuor avec la pianiste Maria Agulló, le violoniste Enric Gisbert et le violoncelliste Modesto Sansalvador; ils jouaient dans les cinémas, accompagnant les films muets. Gustavo Pascual a aussi dirigé la rondalla La Paloma.
De constitution maladive, Gustau Pascual n'a pu aller étudier la musique loin de Cocentaina. Il est allé travailler dans une fabrique de souliers et s'est spécialisé comme tailleur de cuir. En 1932 il est entré dans la société Unió Musical Contestana qui venait d'être constituée. Le 7 juin 1935, il s'est marié avec Consuelito Pérez, et au frère de laquelle il allait dédier le paso doble Paquito.... La même année, dans un concours à Dénia, l'Unió Musical Contestana a gagné le premier prix grâce à une interprétation de Pepita Greus de Pérez Choví dans laquelle Gustavo Pascual a fait un impeccable solo de clarinette. En 1942, il a été nommé président de l'Unió Musical Contestana, où il était déjà sous-directeur de la banda. La santé de Pascual Falcó, déjà fragile, va empirer: en avril 1946 il meurt d'une affection rénale.
À côté de ses prestations comme instrumentiste, Pascual Falcó a acquis une réputation comme compositeur, spécialement grâce au paso doble Paquito el Chocolatero, sa pièce la plus connue. Il a composé, également, beaucoup d'autres musiques pour les fêtes Moros y Cristianos, conservées en partie.

## Œuvres
- La Dolorosa, motet de la Semaine Sainte
- Imperial contestano, hymne d'une équipe de football locale
- La menina, mazurka pour un quatuor
- El nazareno, motet de la Semaine Sainte
- Vida mía, valse pour un quatuor

### Œuvres pour bandas
- Al peu del castell, marche maure
- El ball del moret (Un moret plorant), marche maure
- El Bequetero [1] (1942), paso doble (Partition pour deux hautbois, suivant l"adaptation de Xavier Richart)
- Bequeteros a ratllar, paso doble
- El Berebere (1942), paso doble
- Buscant un bort (1945), marche maure
- Consuelito Pérez (1987), paso doble. À l'occasion du cinquantenaire de Paquito..., on a créé cette composition inédite, qui est dédiée à la veuve du compositeur, Consuelo Pérez Molina (sœur de Francisco, Paco el Chocolatero)
- Emilio El Chato, paso doble
- Himne dels Borts, paso doble
- Himne dels Kabileños (Som i no som d'eixos)
- El Kabileño, paso doble
- Navarro el Bort (1944), marche maure
- No m'ho puc llevar del cap (1997), marche maure. Pascual n'a laissé cependant que l'esquisse. À l'occasion du cinquantenaire de Paquito..., José María Ferrero Pastor (es) l'a développée, mais le décès prématuré de ce dernier a fait que c'est Josep Pérez Vilaplana (ca) qui l'a instrumentée finalement.
- Paquito el Chocolatero (1937), paso doble
- Rafael Ronda (1941), paso doble
- Som i no som d'eixos, paso doble
- Tots menos uno (1942), paso doble
- Vicent Flores, paso doble

### Sources
- (es) Cet article est partiellement ou en totalité issu de l’article de Wikipédia en espagnol intitulé « Gustavo Pascual Falcó » (voir la liste des auteurs).